# الحميدي
هو أبو عبد الله بن أبي نصر محمد بن فتوح بن عبد الله بن فتوح بن حميد الأزدي الميورقي الحَميدي (420 هـ - 488 هـ)، الإمام الحافظ، الفقيه الظاهري، تلميذ الأمام ابن حزم الأندلسي. وكان موصوفا بالنباهة والمعرفة والإتقان والدين والورع، وكانت له نغمة حسنة في قراءة الحديث، وله مصنفات عديدة؛ أهمها تفسير غريب ما في الصحيحين البخاري ومسلم، وجذوة المقتبس في ذكر ولاة الأندلس

## أقوال العلماء فيه
- قال السلفي: سألت أبا عامر العبدري عن الحميدي فقال لا يرى مثله قط وعن مثله لا يسأل جمع بين الفقه والحديث والأدب ورأى علماء الأندلس وكان حافظا.
- قال أبو علي الصدفي كان الحميدي يدلني على الشيوخ وكان متقللا من الدنيا يمونه ابن رئيس الرؤساء ثم جرت لي معه قصص أوجبت انقطاعي عنه وحدثني أبو بكر بن الخاضبة أنه ما سمع الحميدي يذكر الدنيا قط.
- قال محمد بن طرخان سمعت الحميدي يقول ثلاث كتب من علوم الحديث يجب الاهتمام بها كتاب العلل وأحسن ما وضع فيه كتاب الدارقطني والثاني كتاب المؤتلف والمختلف وأحسن ما وضع فيه الإكمال للأمير ابن ماكولا وكتاب وفيات المشايخ وليس فيه كتاب يريد لم يعمل فيه كتاب عام قال الحميدي وقد كنت أردت أن أجمع فيه كتابا فقال لي الأمير رتبه على حروف المعجم بعد أن ترتبه على السنين.
- قال محمد بن طرخان فاشتغل الحميدي بالصحيحين إلى أن مات قال أبو عبد الله الحميدي في تاريخه أخبرنا أبو عمر بن عبد البر أخبرنا عبد الله بن محمد الجهني بمصنف النسائي قراءة عليه عن حمزة الكناني عنه.
- قال القاضي عياض محمد بن أبي نصر الأزدي الأندلسي، سمع بميورقة من ابن حزم قديما وكان يتعصب له ويميل إلى قوله وأصابته فيه فتنة ولما شدد على ابن حزم خرج الحميدي إلى المشرق. ثم كانت له رحلات كثيرة بعد خروجه من مكة فزار مصر والشام والعراق كما زار أفريقية (تونس حاليا).

## مؤلفاته
- الجمع بين الصحيحين البخاري ومسلم
- جذوة المقتبس في ذكر ولاة الأندلس : كتاب في التاريخ والتراجم الخاصة ببلاد الأندلس، وترجم المؤلف فيه للعلماء والفقهاء والمحدثين والشعراء، واهتم برجالات الأندلس من الفتح الإسلامي حتى عصره. ويضيف إلى رجال الأندلسيين الإصلاء ذكر الطارئين على الجزيرة من جهات أخرى حيث يحتوي من بينها على تراجم مغاربية). طبع في ثلاث أجزاء من تحقيق إبراهيم الابياري، وطبع في الدار المصرية للتأليف والنشر سنة 1966.

- تفسير غريب ما في الصحيحين البخاري ومسلم
- أخبار وأشعار
- التذكرة
- الذهب المسبوك في وعظ الملوك
- تسهيل السبيل على علم الترسيل
- أدب الأصدقاء أو مخاطبات الأصدقاء
- المتشاكه في أسماء الفواكه
- نوادر الأطباء
- ذم النميمة
- تحفة المشتاق في ذكر صوفية العراق
- حفظ الجار
- جمل تاريخ الإسلام

إلى جانب مقطوعات شعرية مبثوثة في كتب التراجم والأدب.

## وفاته
توفي الحميدي في بغداد سابع عشر ذي الحجة سنة ثمان وثمانين وأربع مئة عن بضع وستين سنة أو أكثر وصلى عليه أبو بكر الشاشي ودفن بمقبرة باب أبرز ثم إنهم نقلوه بعد سنتين إلى مقبرة باب حرب فدفن عند بشر الحافي.
قال الحافظ ابن عساكر كان الحميدي أوصى إلى الأجل مظفر بن رئيس الرؤساء أن يدفنه عند بشر فخالف فرآه بعد مدة في النوم يعاتبه فنقله في صفر سنة إحدى وتسعين وكان كفنه جديدا وبدنه طريا يفوح منه رائحة الطيب.

## وصلات خارجية
- منتديات الظاهرية